# Katódsugárcső
1. elektronágyú
2. elektronnyalábok (színenként egy)
3. fókuszáló tekercsek
4. eltérítő tekercsek
5. anódcsatlakozó

6. maszk a megjelenítendő kép vörös, zöld és kék (RGB) részének szétválasztásához
7. foszforréteg vörös, zöld és kék zónákkal
8. a képernyő foszforborítású belső rétegének közelképe

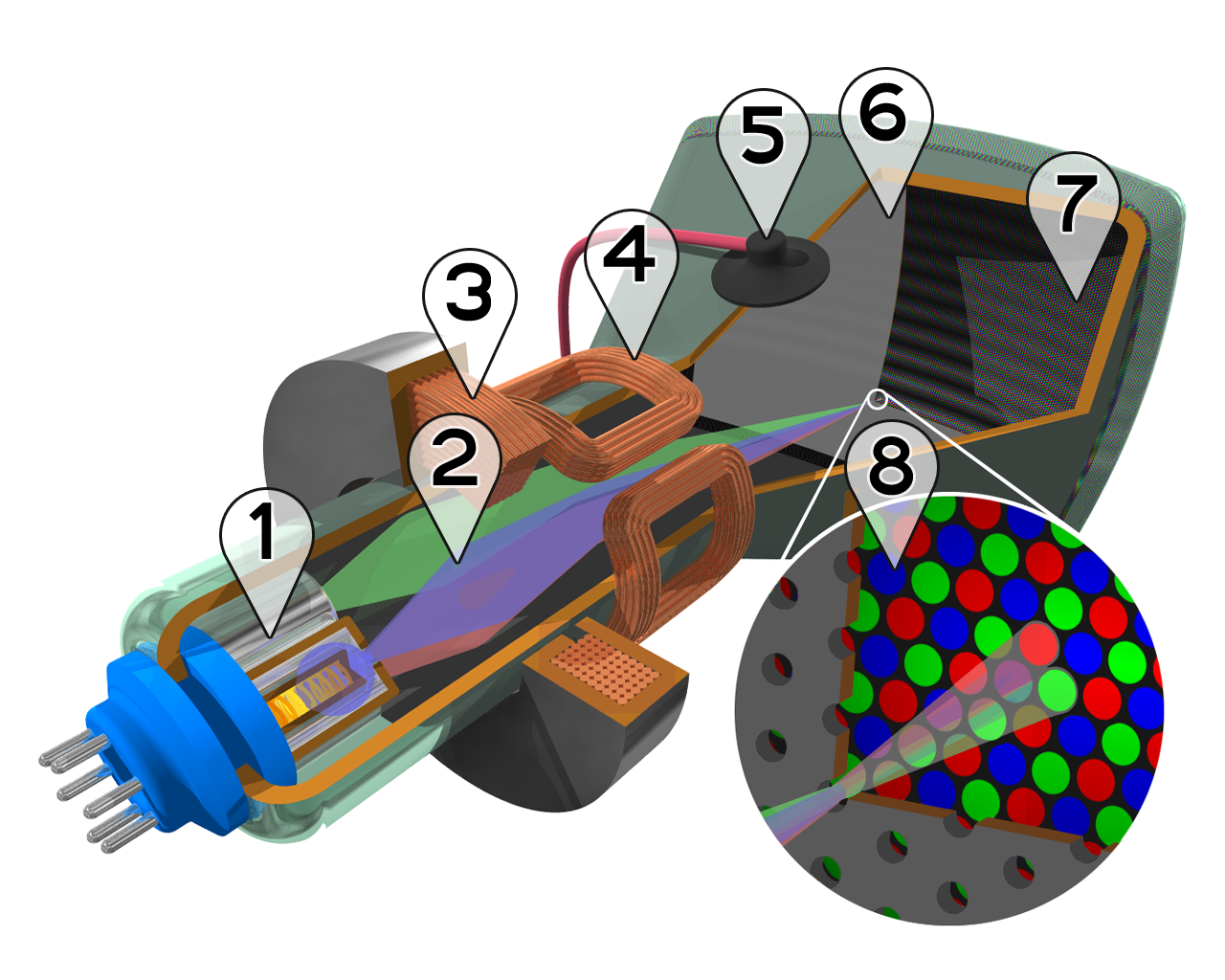
A színes televízió katódsugárcsövének felépítése
- elektronágyú
- elektronnyalábok (színenként egy)
- fókuszáló tekercsek
- eltérítő tekercsek
- anódcsatlakozó
- maszk a megjelenítendő kép vörös, zöld és kék (RGB) részének szétválasztásához
- foszforréteg vörös, zöld és kék zónákkal
- a képernyő foszforborítású belső rétegének közelképe

A katódsugárcső (angolul cathode ray tube, CRT), melyet Karl Ferdinand Braun fejlesztett ki, hagyományosan radarkijelzők és oszcilloszkópok (korábban a számítógépképernyők és televíziók) kijelző eszköze. A 20. század végéig a tévéképernyőkben kizárólag ezt használták. Azóta megjelentek a plazmaképernyők, folyadékkristály-, DLP, OLED képernyők és más technológiák.

## Működése
A katódsugárcsőben elektronok csapódnak fluoreszcens ernyőre, ahol a luminofor képpontokat (melyek előállításához általában cinkvegyületeket használnak) gerjesztve, felvillanást hoznak létre. Ezek a felvillanások alkotják a képet. A képpont felvillanása és kioltása közt eltelt idő alapján különböző utánvilágítású csövekről (képernyőkről) beszélhetünk, melyek közül a hosszú utánvilágítású csöveket előszeretettel használták a harcászati lokátor technológiában megjelenítőként, míg a rövid utánvilágítású csövek a gyorsan változó képi tartalom megjelenítésére alkalmasabbak. Az elektronok megfelelő helyre juttatásáról (eltérítéséről) mágneses- vagy elektromos tér gondoskodik. Jellemzően a nyújtottabb, 30 fok szögnyílású csöveknél elegendő az elektronsugár eltérítéséhez kettő pár, egymásra térben merőlegesen elhelyezett elektromosan szabályozható töltöttségű lemez, míg a nagyobb szögnyílású ( >65 fok ), jellemzően televíziókban, monitorokban alkalmazott csöveknél az eltérítést a cső nyakához közel helyezkedő tekercsekkel oldották meg. Színes televízió esetén minden alapszínhez (piros, zöld és kék színhez) külön elektronnyaláb tartozik, amelyet a képernyő megfelelő színben villódzó részeire vezetnek (ábra). Fehér szín megjelenítésekor mindhárom alapszínt ugyanolyan intenzitással gerjesztik elektronsugárral.

## Lemágnesezés
A színes megjelenítők esetében a fluoreszcens ernyő és elektronágyúk között egy lyukmaszk található, mely biztosítja, hogy a 3 elektronágyú közül mindegyik csak a saját színű képpontját találja el az ernyőn. Mivel ez egy fém szita, ezért a nagyfeszültségű térben felmágneseződhet. Ha ez megtörténik, akkor a lyukmaszk mágneses tere úgy hajlíthatja el az elektronsugarakat, hogy azok a nemkívánatos képpontokat is eltalálhatják, így hamis színek keletkeznek a képernyőn. Ezért fontos ezen lyukmaszk lemágnesezése meghatározott időkben.
A legtöbb színes televízióban és monitorban beépített lemágnesező áramkör található, melynek fő eleme a katódsugárcső köré épített lemágnesező tekercs. A monitor bekapcsolásakor ez az áramkör pár másodpercig, időben csökkenő amplitúdójú, váltakozó mágneses mezőt gerjeszt a lemágnesező tekercsben, mely gyengülő tér fokozatosan semlegessé rendezi a lyukmaszk mágneses erőterét. Ez az üzem közben bekövetkező nem kívánt mágnességet megszünteti, azonban a legtöbb gyártó lehetővé teszi ennek a mechanizmusnak a kézi indítását, így bekapcsolt képernyőnél is megismételhető a lemágnesezés.